# Microcos seretii
Microcos seretii är en malvaväxtart som först beskrevs av De Wild., och fick sitt nu gällande namn av Karl Ewald Maximilian Burret. Microcos seretii ingår i släktet Microcos och familjen malvaväxter. Inga underarter finns listade i Catalogue of Life.